# Son Bibiloni
Son Bibiloni és una antiga possessió que fou dels cartoixans de Valldemossa, les cases de la qual acullen avui les seus de la casa d'Andalusia i de l'Associació de Grups Musicals. Per a molts, el seu nom s'associa especialment a la Ciutat Esportiva del Reial Mallorca, que n'ocupa part dels terrenys. És situada vora la carretera de Sóller, entre Son Amar, Son Reus, Son Llompard, Can Moià i la Cabana dels Frares.

## Capella
Fins a la segona meitat del segle xx, la capella de Son Bibiloni serví d'oratori per als habitants de la Garriga. Hi ha un document del 12 d'octubre de 1882, escrit en italià, on el bisbe de Mallorca Mateu Jaume Garau, que havia estat bisbe de Menorca, demana autorització perquè els habitants dels voltants puguin emprar l'oratori qualsevol dia, feiner o festiu, en quedar-los més a prop que l'església a la qual estan adscrits i perquè reuneix les condicions necessàries. El 1903, està documentat un altre permís, signat pel bisbe de Menorca Bartomeu Pasqual Marroig, que en aquella època era secretari de cambra i govern del bisbe de Mallorca Pere Joan Campins i canonge lectoral de la Seu de Mallorca, on es declara l'oratori de Son Bibiloni, a la parròquia de Sant Jaume, semipúblic, però només el diumenge i els dies festius. Aquesta condició conclogué a la dècada de 1940, quan hi deia missa el vicari de Son Sardina Llorenç Escales.

## Descripció arquitectonica
Constitueix un casal rural amb planta de tres ales rectangulars unides formant una U. L'ala oest té planta baixa, pis i porxo; la sud, planta baixa i pis, i la de llevant, planta baixa. D'aquestes, la primera té una crugia, i la resta, dues.
La façana principal mostra un aspecte massís a la planta baixa, amb un gran portal forà, l'ingrés principal, descentrat, d'arc carpanell amb l'escut dels cartoixans a damunt, amb una inscripció que diu Iesus Nazarenus Carthusiae. Al costat dret, hi ha dos finestrons. Al pis, hi ha finestres amb ampit i finestrons al porxo. La paret està arrebossada i deixa veure part de les pedres de davall i el carreu d'obertures i cantonades. La façana de migjorn segueix un esquema semblant.
Les parets mestres són de pedres en verd amb obertures i cantonades de carreu. La teulada és a doble vessant, de teula àrab. A cada costat de la casa apareix una paret d'esquena d'ase que tancava els antics jardins.
El vestíbul té coberta de volta de creueria, amb el relleu de la creu dels cartoixans a la clau de volta; a cada costat, hi té un portal allindanat. El de la dreta dona als estatges dels pagesos, coberts amb volta de canó amb llunetes. El portal de l'esquerra, amb una fornícula a damunt que conté una estatueta de sant Bru, dona a la capella, dividida en dos trams separats per un arc carpanell, i coberts respectivament amb volta de canó i amb volta estrellada amb l'anagrama de Jesús (IHS) al centre i quatre àngels alats a les interseccions dels tercelets; presideix el presbiteri un llenç de sant Bru; a l'esquerra, dintre de la capella, es troba una petita pica d'aigua beneïda que té forma de copinya marinera, i, fins i tot, hi ha una sagristieta, amb pica de rentar mans per al sacerdot i armari per a les vestidures sagrades.
La clastra, empedregada, té un arc carpanell a cada costat, dels quals destaca el del vestíbul; des de l'altre arc carpanell s'accedia a la casa dels senyors. Al bell mig, es conserva un dels dos vells lledoners que hi havia; l'arbre desaparegut devia ocupar el lloc d'un dels dos colls de cisterna existents, que presenta un aspecte molt modern. A la dreta, hi ha un banc molt llarg fet de pedra viva en el qual hi ha la creu dels trinitaris. Vora el pedrís, un coll de font d'estructura octogonal. Al nord, hi apareix una construcció més humil, l'antiga tafona, que tanca parcialment la clastra; és de propietat diferent. Ben a prop, hi ha un habitatge que abans era el dels amos i que després fou substituït; a dins, hi ha una pica de rentador amb la data de 1724 gravada sobre la pedra. Al pis de les ales sud i oest, hi havia les cel·les dels cartoixans.